# Botany Town Centre
Il Botany Town Centre è uno dei più grandi centri commerciali all'aperto dell'emisfero meridionale. È situato ad Auckland (Nuova Zelanda) e comprende più di 150 negozi e ristoranti, includendo un centro di divertimento con una corsia (per bowling) ed un cinema.
Il centro è un luogo particolarmente popolare per molti adolescenti e studenti della città. Infatti un certo numero di negozi è direttamente rivolto ai teenager e una parte degli acquirenti ha meno di 25 anni. Nel centro è compresa anche una biblioteca.